# Ernst Widmer
Ernst Widmer (* 25. April 1927 in Aarau; † 3. Januar 1990 ebenda) war ein schweizerisch-brasilianischer Komponist.

## Biografie
Ernst Widmer wurde am 25. April 1927 in Aarau geboren. Er studierte von 1947 bis 1950 am Konservatorium Zürich Komposition und Kontrapunkt bei Willy Burkhard, Klavier bei Walter Frey, Dirigieren bei Paul Müller-Zürich, Schulgesang bei Ernst Hörler und Analyse bei Rudolf Wittelsbach. In dieser Zeit entstanden als Opus 1 Fünf Lieder im alten Stil (1949). Er wirkte danach als Chorleiter und Klavierlehrer in Aarau.
1955 heiratete er die brasilianische Sängerin Sonja Born und wanderte 1956 nach Brasilien aus. In Salvador da Bahia erhielt er durch Hans-Joachim Koellreutter eine Anstellung als Lehrer für Musiktheorie, Chorleitung und Klavier an den Seminários livres da Música, die später als Musikhochschule Teil der Universidade Federal da Bahia wurde. Mit dem Madrigalchor der Musikhochschule unternahm er Konzertreisen und spielte Plattenaufnahmen ein.
1963 folgte er Koellreutter als Kompositionslehrer an der Musikhochschule nach und war deren Direktor von 1963 bis 1965, von 1967 bis 1969 und von 1976 bis 1980. Von 1969 bis 1973 war er künstlerischer Leiter des Festivals für Neue Musik Bahia, danach bis 1982 des Festival de Arte Bahia.
1987 zog er sich von der Lehrtätigkeit zurück, um an seiner unvollendet gebliebenen Ópera da Libertade, dem Versuch einer modernen brasilianischen Nationaloper, zu arbeiten. 1988 wurde er Mitglied der Academia Brasileira da Música. Auf seiner letzten Reise in die Schweiz erhielt er den Auftrag, die Festspielmusik zur Feier der 700 Jahre Eidgenossenschaft zu schreiben.
1988 wurde in Aarau die Ernst Widmer Gesellschaft (EWG) gegründet, die im Besitz seines Nachlasses ist und sich der Pflege und Verwaltung des Werkes Widmers und im Rahmen des Projektes Inspiration Brasil dem kulturpolitischen Austausch zwischen Brasilien und der Schweiz widmet.
Ernst Widmer starb am 3. Januar 1990 in Aarau.
Widmer hinterliess 173 Werke mit Opuszahl, ausserdem weitere 108 Kompositionen ohne Opuszahl. Darunter finden sich zahlreiche kirchenmusikalische Werke (Chorwerke, Kantaten, sechs Messen, ein Requiem, Orgelwerke), Kammermusik (acht Streichquartette, drei Streichtrios, Bläserquartette und -quintette), vier Sinfonien, Instrumentalkonzerte und -sonaten.
Im Jahr 1967 erlangte Widmer die brasilianische Staatsbürgerschaft.

## Musikalische Werke (Auswahl)
- Hommage à Frank Martin, Bela Bartok und Stravinsky für Solo-Oboé, Saitenorchester und Pauke (1959);
- Ceremony After a Fire Raid für gemischten Chor a capella über Gedichte von Dylan Thomas (1962/87)
- Kammerkonzert für Violine e Saiteninstrumente
- Ecce sacerdos und Ave Maria, zwei Stücke für Chor a cappella (1965)
- Kyrie eleison, für Chor a capella (1967)
- Ludus Brasiliensis, für Klavier (1965/66)
- O homem armado, Variationen (1967) über das französische Lied L’homme armé (15. Jahrhundert)
- Konzert für Cello und Orchester (1967)
- Rondò mobile für Klavier (1968)
- Die letzte Blume, erzählt, gespielt, getanzt für Erzähler, Cello, Klavier und Tänzer (1968)
- Diuturno, für Orchester (1969)
- Quinteto II, für Bläser (1969)
- Pulsars, für Klarinette, Fagott, Trompete, Posaune und Schlagzeug (1969)
- Quasares, für Orchester (1970)
- Sinopse, für Sopran, Chor, Trio und Orchester (1970)
- Prismen, für Klavier und Orchester (1971)
- Rumos (Richtungen), für Chor, Sprecher, Instrumente von Walter Smetak, Orchester und Publikum (1971)
- Entroncamentos sonoros (Klangverknüpfungen), Klavier, 5 Posaunen, Schlagzeug, Streicher, Tonband (1972)
- Trilema, Vokalsextett (1973)
- Convergência (Übereinstimmung), für Streichquartett (1973)
- Katalyse, für Streicher auch chorisch (1974).